# Piptochaetium sagasteguii
Piptochaetium sagasteguii är en gräsart som beskrevs av Sánchez Vega. Piptochaetium sagasteguii ingår i släktet Piptochaetium och familjen gräs. Inga underarter finns listade i Catalogue of Life.